# Jesper Manns
Jesper Per Manns (Eskilstuna, 5 agosto 1995) è un calciatore svedese, difensore dello Jönköpings Södra.

## Caratteristiche tecniche
Viene descritto come un terzino destro veloce e fisico, in grado di calciare con entrambi i piedi. Può essere utilizzato all'occorrenza anche come centrocampista esterno.

## Carriera
Il suo debutto senior è avvenuto nel 2012, quando ha giocato il campionato di Division 1 con la maglia dell'Eskilstuna City, squadra della sua città natale.
Nel marzo 2013, a pochi giorni dall'inizio della Superettan 2013, il diciassettenne Manns è stato presentato come nuovo acquisto dello Jönköpings Södra, squadra con cui aveva fatto un provino due mesi prima. La prima partita con il nuovo club l'ha giocata il successivo 3 giugno, subentrando nella sconfitta casalinga per 2-4 contro il Falkenberg. In totale durante il primo anno colleziona 9 presenze in campionato, ma nel corso della stagione successiva trova maggiore spazio collezionandone 23 in gran parte da titolare.
Manns è stato poi acquistato dall'Elfsborg nel gennaio 2015, quando aveva 19 anni, firmando un contratto quinquennale. Il 5 aprile ha fatto il suo esordio in Allsvenskan, il massimo campionato svedese, venendo schierato subito titolare alla prima giornata nella vittoriosa trasferta sul campo del Djurgården (1-2). Tuttavia nel corso dell'anno ha giocato un numero limitato di partite – in questo caso 6 – con la complicità di alcuni infortuni, tra cui anche una commozione cerebrale rimediata in Europa League in Danimarca contro il Randers. Durante la stagione 2016 è stato invece schierato con regolarità dal primo minuto, mentre nel 2017 è riuscito a collezionare 15 presenze sulle 30 giornate previste da calendario anche a causa di altri problemi fisici. Gli infortuni lo hanno condizionato anche nel corso dell'Allsvenskan 2018, nella quale ha giocato solo 6 partite. Nel campionato 2019 invece è sceso in campo solo nella trasferta persa contro il Falkenberg fintanto che, ad agosto, è stato ceduto a stagione in corso.
Il 10 agosto 2019 è stato infatti presentato come nuovo acquisto del Kalmar, squadra che si trovava invischiata nella zona retrocessione, con cui Manns ha firmato un contratto valido fino al termine dell'anno. A fine campionato la squadra è rimasta in Allsvenskan dopo il doppio spareggio salvezza contro il Brage, ma Manns ha lasciato la rosa.
Svincolato, nel febbraio 2020 si è unito all'AFC Eskilstuna, altra squadra della sua città natale, la quale pochi mesi prima (quando Manns non era ancora in rosa) era stata retrocessa dall'Allsvenskan alla Superettan. Qui è rimasto per tre stagioni, nelle quali la formazione arancione ha conseguito due noni posti e un ottavo posto in seconda serie.
A partire dalla stagione 2023 si è trasferito allo Jönköpings Södra.